# Maracaibo 15
Maracaibo 15, es una agrupación venezolana fundada en Maracaibo, Zulia en el año 1974 por el zuliano Betulio Medina. 

## Historia
En el año 1974 Betulio Medina decide fundar la agrupación gaitera Maracaibo 15 después de separarse por problemas surgidos dentro de la agrupación  “Oro Negro” que había fundado 2 años antes junto a Alí “Cuco” Carroz. Fue el animador No. 1 de la televisión venezolana, Renny Ottolina, quien sugiere el nombre “Maracaibo 15”. a Medina, sin embargo este consulta la idea de Renny con la gente que compartía esfuerzos con él, como el desaparecido Rómulo Rodríguez y la también periodista, Trina Perdomo Príncipe. Ese equipo era el que decidiría si se llamarían “Maracaibo 15” o “Los 15 de Maracaibo”, pero se impuso el nombre sugerido inicialmente por Ottolina.
Maracaibo 15 combina la gaita zuliana con la música folclórica, como parrandas, música oriental y música internacional, géneros tales como la cumbia, porros y muchos otros. Entre sus éxitos figuran: Amparito, La Primavera, La Moza, La negra del tamunangue, Muñeca, La ingrata, Viejo año, Canto del Zulia bravío, Venga un abrazo, La negra Dorotea, El cañonazo, Parranda 86, Parranda 87, La tabaquera, Un feliz año, Amigo, Palo Palo, Upa Upa, Narciso Perozo, La Chinca, El frioducto, El 18 de noviembre, La sabrosa, Afina ese Cuatro, Consuelito, Besos y abrazos, Navidad sin ti y otros.
Maracaibo 15 se ha presentado en todas las regiones de Venezuela, así como también en muchos países de Latinoamérica, y en Miami (Florida), en los Estados Unidos.

## Discografía

### Álbum de Estudio
- Maracaibo 15 (1975)
- Maracaibo 15 (1976)
- Maracaibo 15 (1977)
- Maracaibo 15 (1978)
- Maracaibo 15 (1979)
- Maracaibo 15 (1980)
- Maracaibo 15 (1981)
- Maracaibo 15 (1982)
- Maracaibo 15 (1983)
- Maracaibo 15 (1984)
- Maracaibo 15 (1985)
- Maracaibo 15 (1986)
- Maracaibo 15 (1987)
- Maracaibo 15 (1988)
- 15 Aniversario (1989)
- Maracaibo 15 (1990)
- Betulio Medina y Maracaibo 15 (1991)
- Besos y Abrazos (1992)
- Felicidades (1993)
- 20 Aniversario (1994)
- Mi Mejor Regalo (1995)
- Feliz Año (1996)
- En El Milenium (1999)
- Nostalgia (2000)
- De Vuelta a Casa (2002)
- Tiempos de Navidad (2003)
- Otra Navidad Sin Ti (2004)
- Maracaibo 15 (2005)
- Viajando en Navidad (2007)
- Cantares de Margarita (2008)
- Mensaje de Amistad (2009)
- Maracaibo 15 (2010)
- Sabor a Navidad (2012)
- 40 Navidades de Maracaibo 15 (2014)
- Que te pasa nuevo año (2016)

### Álbum En Vivo
- "10 Años De Ritmo, Sabor y Gaita" (1983)

### Álbum Recopilatorio
- 5 Aniversario (1978)
- Lo Mejor de Maracaibo 15 (1980)
- Maracaibo 15 40 Éxitos Mix (1983)
- 25 Años (1986)
- Lo Mejor en 15 Años (1989)
- Con Todos sus Éxitos (1993)
- Pool de Hits (1996)
- Super Éxitos de Maracaibo 15 (1997)
- Maracaibo 15 Mix (1997)
- Homenaje al Gran Gato (2009)
- Su Historia 1974-2013 (Serie Premium) (2013)

### Recopilación de Varios Artistas
- El Gaitazo Bailable, Vol. 2 (1997)
- Gaitas Platinum (2001)
- Las Mejores Gaitas Vol. 1 (2003)
- Las Mejores Gaitas Vol. 2 (2004)
- Las Mejores Gaitas Vol. 3 (2005)
- Mano a Mano Maracaibo 15 y Gran Coquivacoa (2007)

## Canciones
- "La Chinca" (1975)
- "La Sabrosa" (1975)
- "El Aguardiente" (1975)
- "Canaima" (1976)
- "La Negra del Tamunangue" (1976)
- "Pologaita" (1976)
- "Amparito" (1977)
- "La Moza" (1977)
- "La Negra Dorotea" (1978)
- "Consuelito" (1978)
- "La Primavera" (1979)
- "Tambo Caliente" (1979)
- "La Ingrata" (1980)
- "Muñeca" (1981)
- "Viejo Año" (1982)
- "Afino ese Cuatro" (1982)
- "El Cañonazo" (1983)
- "El 18 de noviembre" (1983)
- "Caraqueña" (1984)
- "Upa, Upa" (1984)
- "Salve Patrona" (1984)
- "Palo, Palo" (1985)
- "Orinoco" (1985)
- "Venga un Abrazo" (1985)
- "Parranda 86" (1986)
- "El Barco y la Marea" (1986)
- "Parranda 87" (1987)
- "Narciso Perozo" (1987)
- "Amigo" (1988)
- "El Año Mariano" (1988)
- "El Frioducto" (1989)
- "Las Tabaqueras" (1990)
- "Serenata y Aguinaldos" (1990)
- "Navidad sin ti" (1991)
- "Parranda 91" (1991)
- "Besos y Abrazos" (1992)
- "Felicidades" (1993)
- "El Hijo Ausente" (1993)
- "Cuando no Estas" (1994)
- "Parranda 94" (1994)
- "Dios te Bendiga Llanero" (1995)
- "Feliz Año" (1996)
- "Hijos Marianos" (1996)
- "Los Niños de la Calle" (1996)
- "Reloj de Arena" (1999)
- "Aniversario" (1999)
- "Mil Años" (2000)
- "Nostalgia en Navidad" (2000)
- "Aguinaldo Venezolano" (2002)
- "Aguinaldo Criollo" (2003)
- "Olegario" (2004)
- "Faltan Diez pa' las Doce" (2005)
- "Viajando en Navidad" (2007)
- "Cantares de Margarita" (2008)
- "Mensaje de Amistad" (con Oscar D'Leon) (2009)
- "Mujer de mi Tierra" (2010)
- "Guadalupana" (2010)
- "Mi Parranda" (2012)
- "Ábranme la Puerta" (con Serenata Guayanesa) (2012)
- "Mi Calendario" (2012)
- "Bendita Gaita" (2012)
- "Tambores de Navidad" (2012)
- "Golpe Pascuero" (2012)
- "Tierra Bendita" (2014)
- "Nuevo Año" (2014)
- "O Sole Mio (Gaita Version)" (2021)